# Koalitionen for demokrati
 Der er for få eller ingen kildehenvisninger i denne artikel, hvilket er et problem. Du kan hjælpe ved at angive troværdige kilder til de påstande, som fremføres i artiklen.

Koalitionen for Demokrati er en tidligere politisk koalition i Chile, der bestod fra 1988 til 2013. Koalitionen bestod af de venstreorienterede, socialistiske, socialdemokratiske og grønne partier i Chile. Koalitionen blev dannet efter ophøret af general Pinochets militærdiktatur. 
Partier under koalitionen vandt alle præsidentvalgene i Chile efter diktaturets bortfald, indtil den konservative kandidat Sebastián Piñera vandt præsidentvalget i 2010. 
Koalitionen ophørte i 2013, hvor den blev afløst af koalitionen 'Ny Majoritet' (Nueva Mayoría).

## Medlemmer af koalitionen
Partier i koalitionen var: 
- Det kristendemokratiske parti i Chile.
- Chiles socialistiske parti
- Socialdemokratiske, radikale parti.
- Demokrati for parti (PPD)

Mange andre små venstrefløjspartier var også enten støtter eller medlemmer af koalitionen, såsom det marxistiske Den populære fællesskabs aktions gruppe og De Grønnes Parti i Chile, et grønt og øko-socialistisk parti.